# Nesrin Ulusu
Nesrin Ulusu (* 1974 in Hamburg) ist eine alevitische Sängerin und Saz-Spielerin.
Ihr Onkel ist der alevitische Musik-Regisseur Celal Ulusu; ihre Tante Neriman Ulusu und Cousin Ercan Ulusu sind ebenfalls Sänger. Ulusu kam aus einer musikalischen Familie und lernte früh, Baglama zu spielen. Die Familie kommt selbst aus Divriği (Provinz Sivas), zog aber bereits in früheren Jahren nach Deutschland. Ulusu erhielt Musikunterricht in der Erdal-Erzincan-Musikschule. Sie schrieb selbst im jungen Alter alevitische Lieder über Hz. Ali und die zwölf Imame. Zwei Jahre hat sie bei Radio Baris ein Musikprogramm moderiert und selbst Lieder gesungen. Im Jahr 1993 hat sie bei der Kassettenfirma Özdemir Plakci zwei Alben aufgenommen. In den folgenden Jahren kamen weitere Alben von ihr auf den Markt. 2007 hat sie nach einer langen Pause ihr Album Leyli Leyli veröffentlicht, das ein großer Erfolg wurde.

## Alben
- 1993: Melek Yarim
- 1995: Böyle Sevmek Mi Olur
- 1996: Kirklar Cemi 1
- 1997: Kirklar Cemi 2
- 1999: Kirklar Cemi 3
- 2007: Leyli Leyli